# Gisela Anton
Gisela Anton, geborene Glasmachers (* 27. März 1955 in Bullay), ist eine deutsche Physikerin.

## Leben
Gisela Anton begann 1973 ein Studium der Physik in Bonn und promovierte dort 1983. Sie wurde durch den Bonner Physikprofessor Karl-Heinz Althoff gefördert. Sie war von 1984 bis 1995 am Physikalischen Institut der Universität Bonn angestellt und war 1990/91 zu einem Forschungsaufenthalt in Saclay und 1991/92 in Mainz. Sie habilitierte 1993 in Bonn und erhielt 1995 einen Ruf auf den Lehrstuhl für Experimentalphysik an die Universität Erlangen-Nürnberg.
Gisela Anton nahm 1975 am Bundeswettbewerb Jugend forscht teil und wurde Bundessiegerin. Dort lernte sie Frank Anton kennen, der ebenfalls einen Bundessieg erreichte – die beiden heirateten 1979 und haben drei Kinder.

## Werk
Gisela Anton beschäftigte sich in Bonn mit der Hochenergiephysik und arbeitete am Teilchenbeschleuniger ELSA, für den sie den Detektor Amadeus entwarf.
Für diese Leistung wurde sie 1994 mit dem Leibnizpreis der DFG und 1995 mit dem Bundesverdienstkreuz ausgezeichnet.
In Erlangen beteiligt sie sich an den Neutrinodetektoren ANTARES und IceCube und betreibt angewandte Physik im medizinischen Bereich.
Auch ist sie Gründerin des ECAP (Erlangen Centre for Astroparticle Physics).
Auch ist sie als Mitbetreuerin des ErlangerSchülerForschungsZentrum aktiv.

## Auszeichnungen
- 1975: Bundessieger Jugend forscht
- 1994: Gottfried-Wilhelm-Leibniz-Preis, Deutsche Forschungsgemeinschaft
- 1995: Bundesverdienstkreuz am Bande[6]
- 2000: Preis für gute Lehre des Bayerischen Staatsministeriums für Wissenschaft, Forschung und Kunst
- 2009: Bayerischer Verdienstorden
- 2010: Bayerischer Maximiliansorden für Wissenschaft und Kunst[7]